# Wilhelm von Schütz
Christian Wilhelm von Schütz, genannt Schütz-Lacrimas (* 13. April 1776 in Berlin; † 9. August 1847 in Leipzig) war ein deutscher Dichter und Essayist.

## Leben
Wilhelm Schütz war der älteste Sohn des Finanzrats Johann George von Schütz, der 1803, gemeinsam mit seinen Söhnen, in den Adelsstand erhoben wurde; sein Bruder war der Kölner Provinzialsteuerdirektor Karl August von Schütz.
Er besuchte das Friedrichwerdersche Gymnasium in Berlin und studierte danach an den Universitäten Würzburg und Erlangen Rechtswissenschaften. 1798 kam er als Referendar zur Königlich Kurmärkischen Kriegs- und Domänenkammer. Später wurde Schütz zum Ritterschaftsdirektor in der Neumark gewählt und unterstand dem Kur- und Neumärkischen Ritterschaftlichen Kreditinstitut. Seine erfolgversprechende Laufbahn endete, als er 1811 gegen die Beschränkung der Feudalrechte aufgrund der Hardenbergschen Reformen protestierte und deshalb vom Dienst suspendiert wurde.
Am 21. Juli 1809 heiratete Schütz Wilhelmine Barnime, geb. Finck von Finckenstein (* 21. April 1779; † 10. September 1812), die Tochter des Reichsgrafen Friedrich Ludwig Karl Finck von Finckenstein, die nach vierjähriger Ehe verstarb.
Schütz war dem Berliner Romantikerkreis um August Wilhelm Schlegel und Ludwig Tieck eng verbunden und veröffentlichte zunächst Lyrik, die wohlwollende Anteilnahme fand. Sein erstes Drama Lacrimas (1803) hingegen erntete nur negative Kritiken, ebenso seine folgenden (Niobe, Der Graf und die Gräfin von Gleichen), was ihn unter seinen Dichterkollegen zum dilettantischen Außenseiter stempelte. In den Jahren von 1820 bis 1828 lebte er in Dresden, wo er mit Tieck, Friedrich de la Motte Fouqué, Otto von Loeben, Henrich Steffens und Adam Müller von Nitterdorf verkehrte. Er verfertigte weiterhin Gedichte und wurde mit seinen Historiendramen ein Schiller-Epigone.
Schütz fühlte sich, wie viele Intellektuelle seiner Generation, zur römisch-katholischen Kirche hingezogen und trat 1830 vom Calvinismus zum Katholizismus über, was ihn von seinen früheren Freunden, mit denen er in literarische Fehden verwickelt war, gänzlich isolierte.
Beeinflusst vor allem von Adam Müller, entfaltete er eine vielseitige publizistische Tätigkeit (u. a. schrieb er über volkswirtschaftliche, kulturgeschichtliche und kirchenrechtliche Fragen). Ab 1822 besorgte er für den Verlag F. A. Brockhaus die Erstausgabe der Memoiren (Histoire de ma vie) des Giacomo Casanova (1725–1798), die in deutscher Sprache erschien. Von 1842 bis 1846 gab er zudem die katholische Zeitschrift Anticelsus heraus.
Wilhelm von Schütz starb im Alter von 71 Jahren in Leipzig.

## Nachleben
Mit der Dissertation unter dem Titel Wilhelm von Schütz als Dramatiker. Ein Beitrag zur Geschichte des Dramas der Romantischen Schule  wurde am 21. April 1922 der spätere NS-Propagandaminister Joseph Goebbels  zum Dr. phil. promoviert.

## Werke (Auswahl)

### Lyrik
- Romantische Wälder vom Verfasser des Lacrimas, 1808
- Der Garten der Liebe, 1811

### Dramen
- Lacrimas, Schauspiel, 1803
- Niobe, Tragödie, 1807
- Der Graf und die Gräfin von Gleichen, Tragödie, 1807
- Graf von Schwarzenberg, Schauspiel, 1819
- Dramatische Wälder (Gismunda, Evadne), 1821
- Carl der Kühne, Drama, 1821

### Essays und sonstige Schriften
- Rußland und Deutschland oder über den Sinn des Memoire von Aachen, 1819
- Deutschlands Preßgesetz, seinem Wesen und seinen Folgen nach betrachtet, 1821
- Zur intellectuellen und substantiellen Morphologie, mit Rücksicht auf die Schöpfung und das Entstehen der Erde, 1821–1823
- Der Kirchenstaat, biblisch-prophetisch begründet in Rom, 1832
- Beleuchtung und Widerlegung der Schrift: Das Credit-Institut ...., 1835
- Lücken der deutschen Philosophie, 1837
- Über die preußische Rechtsansicht wegen der gemischten Ehen, 1839
- Maria Stuart, Königin von Schottland. Treu nach historischen Quellen geschildert, 1839
- Über den katholischen Charakter der antiken Tragödie und die neuesten Versuche der Herren Tieck, Tölken und Böckh, dieselbe zu dekatholisiren, 1842
- Hegel und Günther. Nicht Posaunenklang des jüngsten Gerichtes, nur fünf philosophische Betrachtungen, 1842
- Die frommen katholischen Alt-Sarmaten und die neuen heidnischen Anti-Sarmaten in Polen. Zur richtigen Würdigung ihrer letzten Insurrection. Renger, Leipzig 1846 (Digitalisat).
- Weissagung des Bruders Hermann von Lehnin, 1847

### Übersetzertätigkeit
- Aus den Memoiren des Venetianers Jacob Casanova de Seingalt, oder sein Leben, wie er es zu Dux in Böhmen niederschrieb. Nach dem Original-Manuscript bearbeitet von Wilhelm Schütz, 5 Bde., Brockhaus, Leipzig 1822–1824, Bd. 1, 1822. (Digitalisat)